# Extraordinary
Extraordinary is een nummer van de Britse elektronische muziekgroep Clean Bandit en de Britse zangeres Sharna Bass. Het nummer is geschreven door Patterson, Chatto, Rudman en Napier, voor het debuutalbum New eyes dat in 2014 uitkwam. De videoclip werd opgenomen in Cuba en verscheen op 2 april 2014 op de YouTube-kanaal van Clean Bandit. In Nederland werd de single Alarmschijf op Radio 538 en Radio 2 Top Song op Radio 2.

## Hitnoteringen

### Nederlandse Top 40
| Hitnotering: 28-06-2014 t/m 12-07-2014 | Hitnotering: 28-06-2014 t/m 12-07-2014 | Hitnotering: 28-06-2014 t/m 12-07-2014 | Hitnotering: 28-06-2014 t/m 12-07-2014 | Hitnotering: 28-06-2014 t/m 12-07-2014 |
| Week:                                  | 1                                      | 2                                      | 3                                      |                                        |
| -------------------------------------- | -------------------------------------- | -------------------------------------- | -------------------------------------- | -------------------------------------- |
| Positie:                               | 39                                     | 38                                     | 37                                     | uit                                    |

### NederlandseSingle Top 100
| Hitnotering: 28-06-2014 t/m 26-07-2014 | Hitnotering: 28-06-2014 t/m 26-07-2014 | Hitnotering: 28-06-2014 t/m 26-07-2014 | Hitnotering: 28-06-2014 t/m 26-07-2014 | Hitnotering: 28-06-2014 t/m 26-07-2014 | Hitnotering: 28-06-2014 t/m 26-07-2014 | Hitnotering: 28-06-2014 t/m 26-07-2014 |
| Week:                                  | 1                                      | 2                                      | 3                                      | 4                                      | 5                                      |                                        |
| -------------------------------------- | -------------------------------------- | -------------------------------------- | -------------------------------------- | -------------------------------------- | -------------------------------------- | -------------------------------------- |
| Positie:                               | 97                                     | 66                                     | 79                                     | 72                                     | 82                                     | uit                                    |